# Айтоска котловина
Айтоската котловина (или Айтоско поле) е котловинно поле в Средногорско-Подбалканската област, най-източната (единадесета по ред от запад на изток) и най-ниска задбалканска котловина.
Айтоската котловина е разположена между планините Карнобатска на север и Айтоска на североизток и изток (дялове от Стара планина) и възвишението Хисар на югозапад. На юг е широко отворена към Бургаската низина, а на запад чрез ниска седловина в района на село Черноград се свързва с Карнобатската котловина.
Площта на котловината е около 100 км2, като дължината ѝ от северозапад на югоизток е около 24 км, а ширината 3 – 7 км. Средната ѝ надморска височина е 60 – 100 м, наклонена на юг и е най-ниската задбалканска котловина.
Котловинното дъно е запълнено с речни наноси, а на север в подножието на Стара планина е покрито с пролувиални конуси. Южната част е частично заблатена. Отводнява се от Айтоска река и притока ѝ Аланско дере. Климатът е преходно-континентален с черноморско влияние. Почвите са делувиално-пролувиални по долините на реките, смолници, канелени и засолени ливадни. По-голямата част от площта ѝ е заета от обработваеми земи, като се отглеждат основно зърнени и технически култури, овощарство и лозарство.
В котловината са разположени 1 град Айтос и 7 села – Карагеоргиево, Караново, Малка поляна, Пирне, Поляново, Съдиево и Тополица.
През котловината преминават участъци от три пътя от Държавната пътна мрежа:
- От запад на изток, от разклона за село Черноград до разклона за град Ахелой, на протежение от 22,2 км – участък от първокласен път № 6 ГКПП „Гюешево“ – София – Карлово – Бургас.
- От север на юг, на протежение от 6,8 км – участък от третокласен път № 208 Ветрино – Провадия – Айтос.
- От юг на север, от село Караново до град Айтос, на протежение от 8,2 км – участък от третокласен път № 539 Средец – Трояново – Айтос.

От северозапад на югоизток, по цялото протежение на котловината от гара Черноград до гара Българово преминава участък от трасето на Подбалканската жп линия София – Карлово – Бургас.

## Топографска карта
- Лист от карта K-35-43. Мащаб: 1 : 100 000.
- Лист от карта K-35-55. Мащаб: 1 : 100 000.